# Tender
"Tender" é uma canção escrita por Damon Albarn, Graham Coxon, Alex James e Dave Rowntree, gravada pela banda Blur.
É o primeiro single do sexto álbum de estúdio lançado a 15 de Março de 1999, 13.

## Paradas
| Paradas (1996)                 | Posições |
| ------------------------------ | -------- |
| Reino Unido - UK Singles Chart | 2        |
| Suíça - Schweizer Hitparade    | 45       |
| Países Baixos - Acharts.us     | 90       |
| Suécia - Sverigetopplistan     | 29       |
| Noruega - VG-lista             | 15       |
| Austrália - ARIA Charts        | 32       |
| Nova Zelândia - RIANZ          | 12       |